# Конда (Кантал)
Конда (фр. Condat) насеље је и општина у централној Француској у региону Оверња, у департману Кантал која припада префектури Сен Флур.
По подацима из 2011. године у општини је живело 1011 становника, а густина насељености је износила 25,12 становника/km². Општина се простире на површини од 40,24 km². Налази се на средњој надморској висини од 700 метара (максималној 1.266 m, а минималној 672 m).

## Демографија
| 1962. | 1968. | 1975. | 1982. | 1990. | 1999. | 2011. |
| ----- | ----- | ----- | ----- | ----- | ----- | ----- |
| 1.527 | 1.592 | 1.481 | 1.438 | 1.262 | 1.121 | 1.011 |

График промене броја становника у току последњих година